# Calimero
Calimero je italsko-japonský animovaný televizní seriál pro děti z let 1972–1975.
Jeho hlavním hrdinou je stejnojmenné malé černé kuře (jediné černé kuře z celé rodiny), tedy jakýsi nepovedený plivník, který na hlavě nosí půlku skořápky ze svého vejce. Ve své době šlo o velmi populární seriál, který kdysi odvysílala i někdejší Československá televize jakožto Večerníček. Bylo natočeno celkem 47 dílů po 30 minutách, v Japonsku následně v roce 1992 vznikla i jeho anime verze o 52 dílech ve dvou řadách. Od roku 2013 je vysílán nový seriál.
Postavička smutného černého kuřete se skořápkou na hlavě však pochází již z roku 1963, kdy se poprvé objevila v italské televizní show zvané Carosello. Režiséra Vernera inspirovala oblíbená hračka jeho syna: černé kačátko s bílým čepcem.
Pokud se o někom řekne, že je Calimero, tak to značí, že daná osoba velice často trpí komplexem, že je mu stále ubližováno.